# Нересхајм
Нересхајм (њем. Neresheim) град је у њемачкој савезној држави Баден-Виртемберг. Једно је од 42 општинска средишта округа Осталб. Према процјени из 2010. у граду је живјело 8.079 становника. Посједује регионалну шифру (AGS) 8136045.

## Географски и демографски подаци
Нересхајм се налази у савезној држави Баден-Виртемберг у округу Осталб. Град се налази на надморској висини од 503 метра. Површина општине износи 118,5 km². У самом граду је, према процјени из 2010. године, живјело 8.079 становника. Просјечна густина становништва износи 68 становника/km².

## Међународна сарадња
| Мјесто     | Држава    | Врста сарадње | Од    |
| ---------- | --------- | ------------- | ----- |
| Бањакавало | Италија   | партнерство   | 1994. |
| Екс-он-От  | Француска | партнерство   | 1996. |
| Штајнах    | Аустрија  | партнерство   | 1976. |
| Извор      |           |               |       |